# David (Bernini)

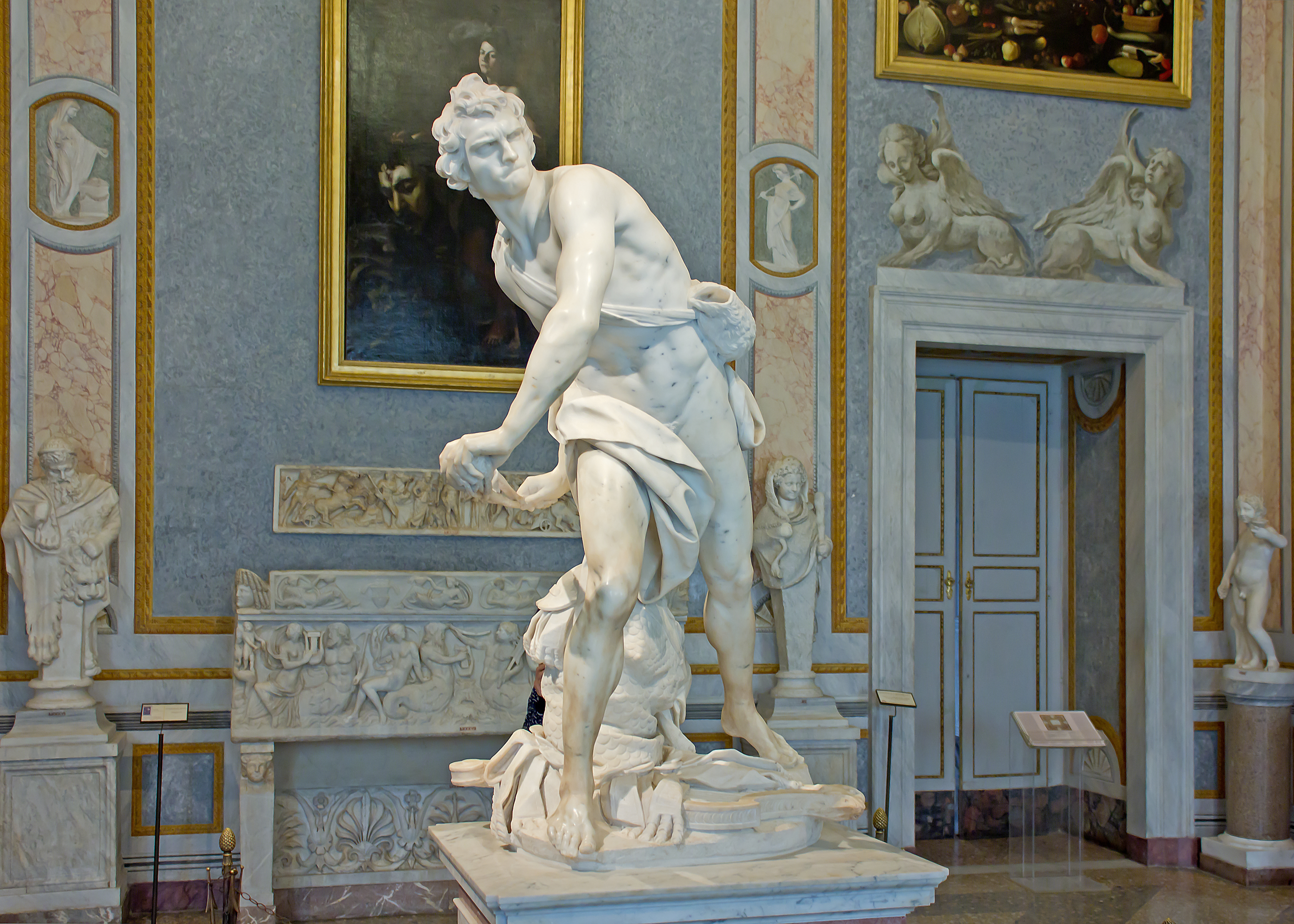
David

Der David ist eine von Gianlorenzo Bernini 1623–1624 geschaffene Skulptur. Sie wurde von Kardinal Montalto in Auftrag gegeben. Als er aber 1623 starb, bekam Scipione Borghese die damals noch unvollendete Figur. Die marmorne Skulptur des David befindet sich noch heute in der Galleria Borghese in Rom.
Angeblich schuf Bernini sie nach seinem Spiegelbild. Kardinal Maffeo Barberini selbst soll ihm für diese Arbeit den Spiegel gehalten haben. Bernini hält sich nicht gänzlich an die Vorgaben des biblischen David. Er stellt keinen Jüngling dar, sondern einen kraftstrotzenden jungen Mann, der gerade im Begriff ist, die Schleuder zu spannen, um Goliath den Stein entgegenzuschleudern.
Das narrative Element erschließt sich beim Umgehen der Skulptur. Bernini hat seine Vorgänger gründlich studiert. Bereits Donatello, Andrea del Verrocchio und Michelangelo fertigten David-Skulpturen an. Das Neue an Berninis Version ist die starke Bewegtheit der Figur, ein Merkmal, welches sich auch bei vielen anderen seiner Skulpturen erkennen lässt.